# Vườn quốc gia Eubenangee Swamp
Vườn quốc gia Eubenangee Swamp là một vườn quốc gia ở Queensland, Úc.